# Yves Marevéry
Pour l’article homonyme, voir Emmanuelle Marévéry.
Yves Marevéry est un dessinateur français né le 7 octobre 1888 à Paris où il est mort le 11 octobre 1914.

## Biographie
Yves Marevéry est le fils de Léon Lionel Marévéry, docteur en médecine, et d'Antoinette Aline Duval.
Il dessine des acteurs lors des matinées de la Comédie-française. Encouragé par Abel Faivre de L'Assiette au beurre, il expose au Salon des humoristes en 1906. L’art et la mode publie ses dessins, puis il devient le caricaturiste de ce journal. Il collabore également à d’autres journaux comme L’Officiel des théâtres, L'Intransigeant, Le Radical, L’Indiscret. Grâce à Georges Feydeau, qui lui demande des croquis de ses décors, et d’Armand Berthez, directeur du Théâtre des Capucines, il a ses entrées dans le monde du spectacle. En 1911, des expositions au Théâtre des Variétés et au Salon du Gil Blas consacrent son talent. On lui commande des couvertures de livres, de partitions, il réalise des projets d’affiches pour Albert Brasseur, Nina Myral, Edouard de Max, Georgette Delmarès, ainsi que des publicités. En 1913, on lui demande d’organiser des silhouettes-projections de ses dessins lors de la revue Tu m’fais rougir, au Moulin-Rouge. En 1914, Marevéry souffre d’une grippe mal soignée, trop faible pour être incorporé, il meurt à son domicile de la rue Verniquet le 10 octobre 1914, à 26 ans. Il laisse une série de silhouettes et caricatures de personnalités les plus en vue du théâtre.

## Galerie

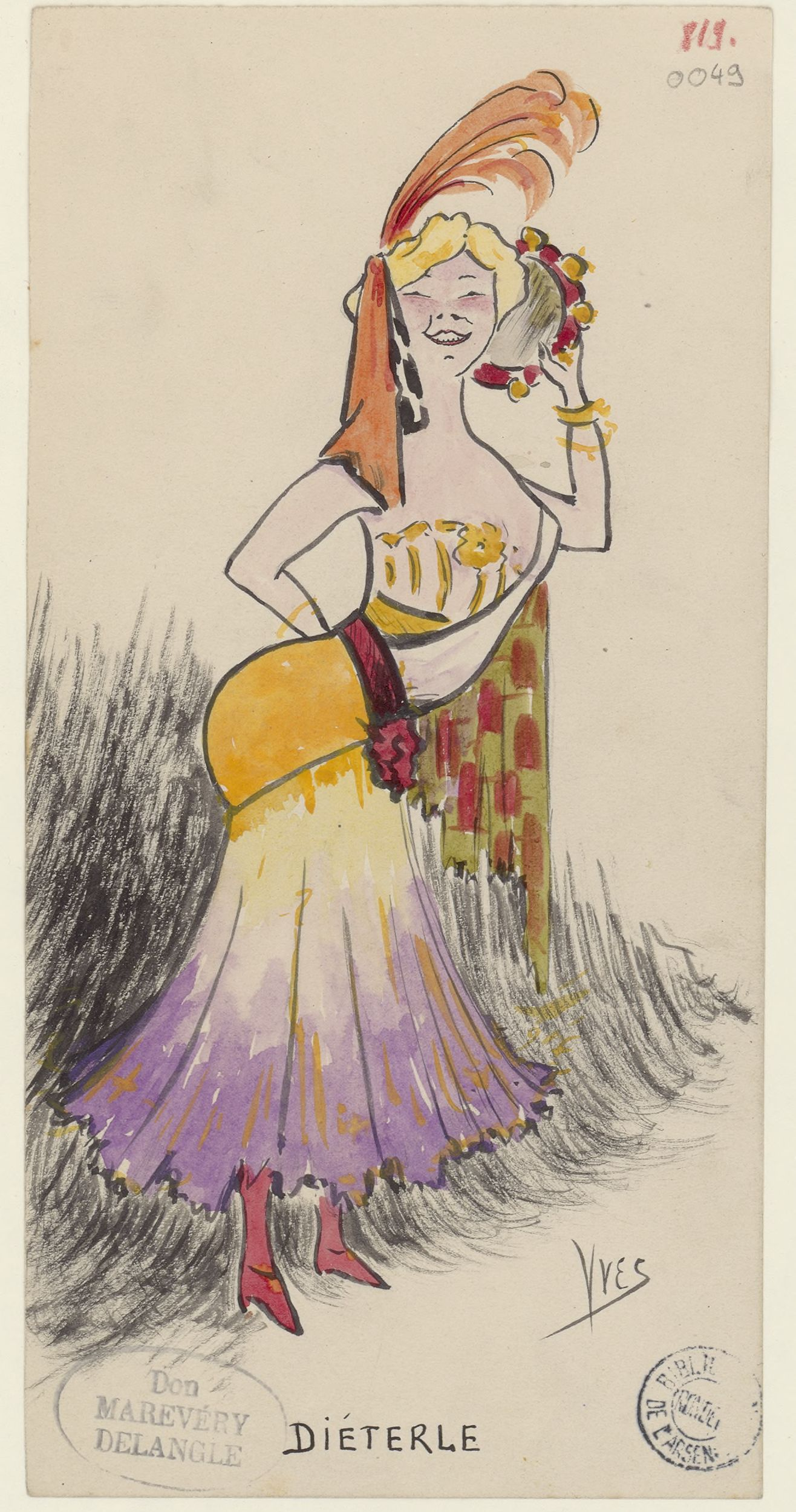
Amélie Diéterle dans Le Paradis de Mahomet, 1906
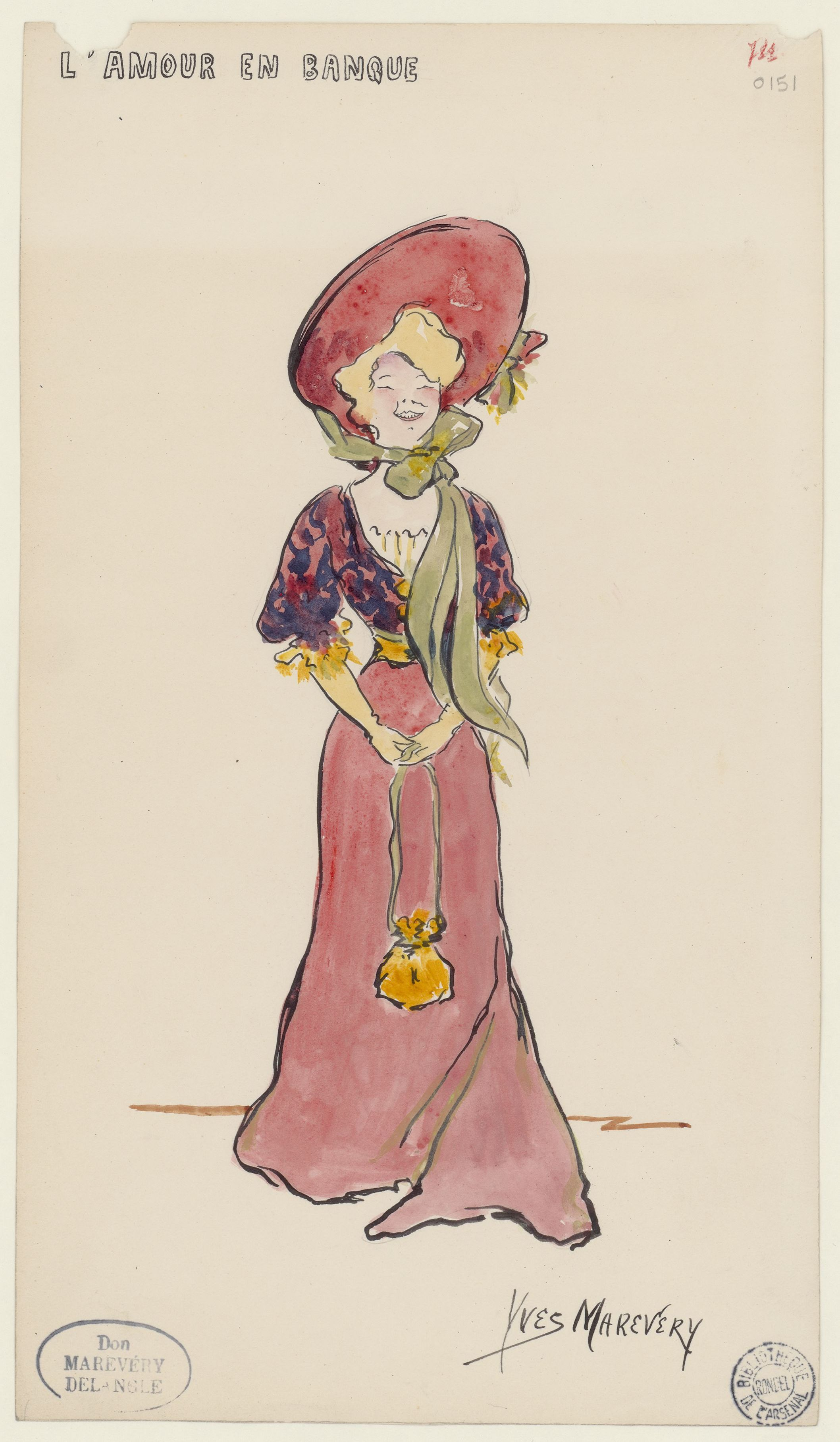
Amélie Diéterle dans L'Amour en banque, 1907
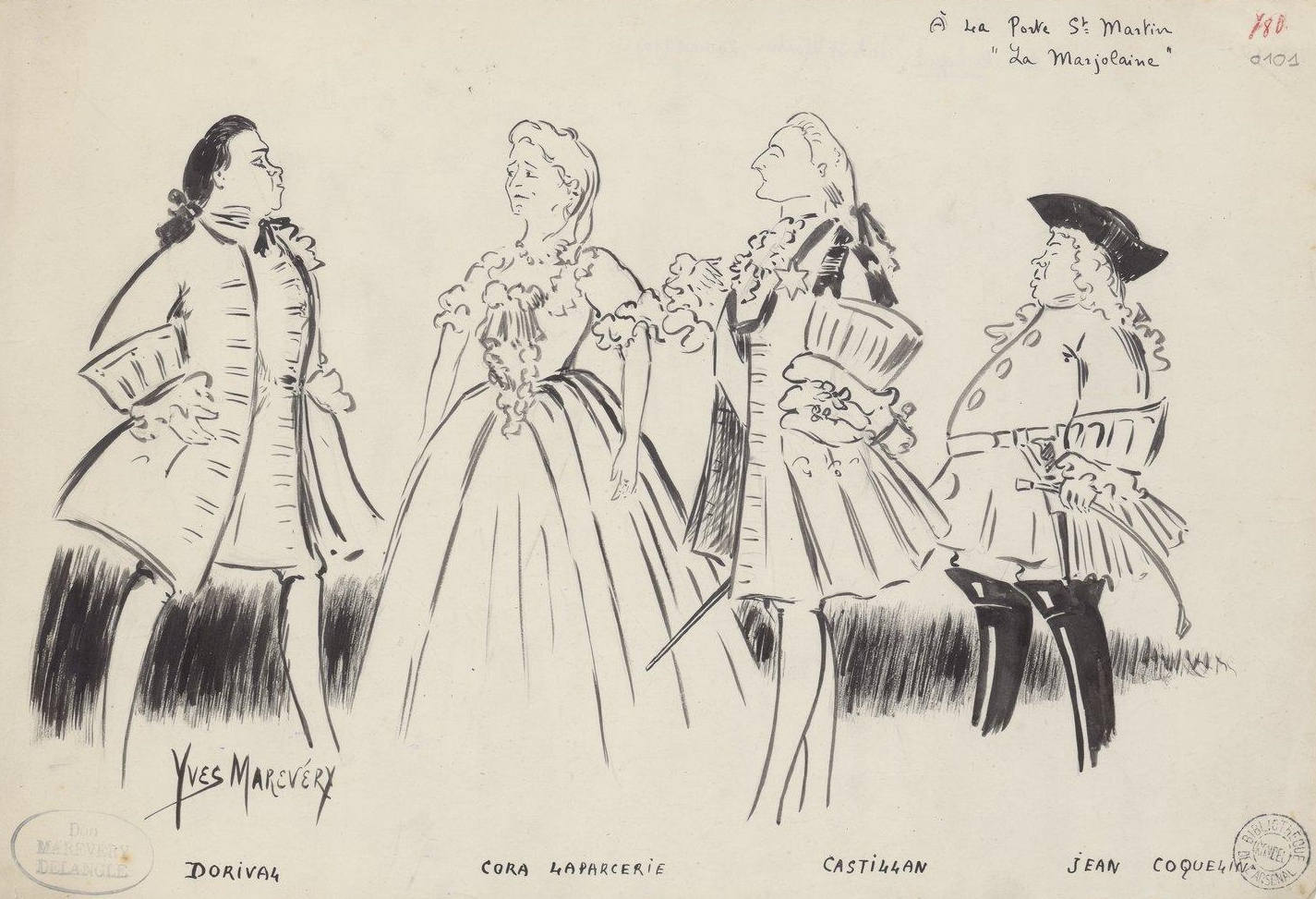
Cora Laparcerie en 1907 dans La Marjolaine
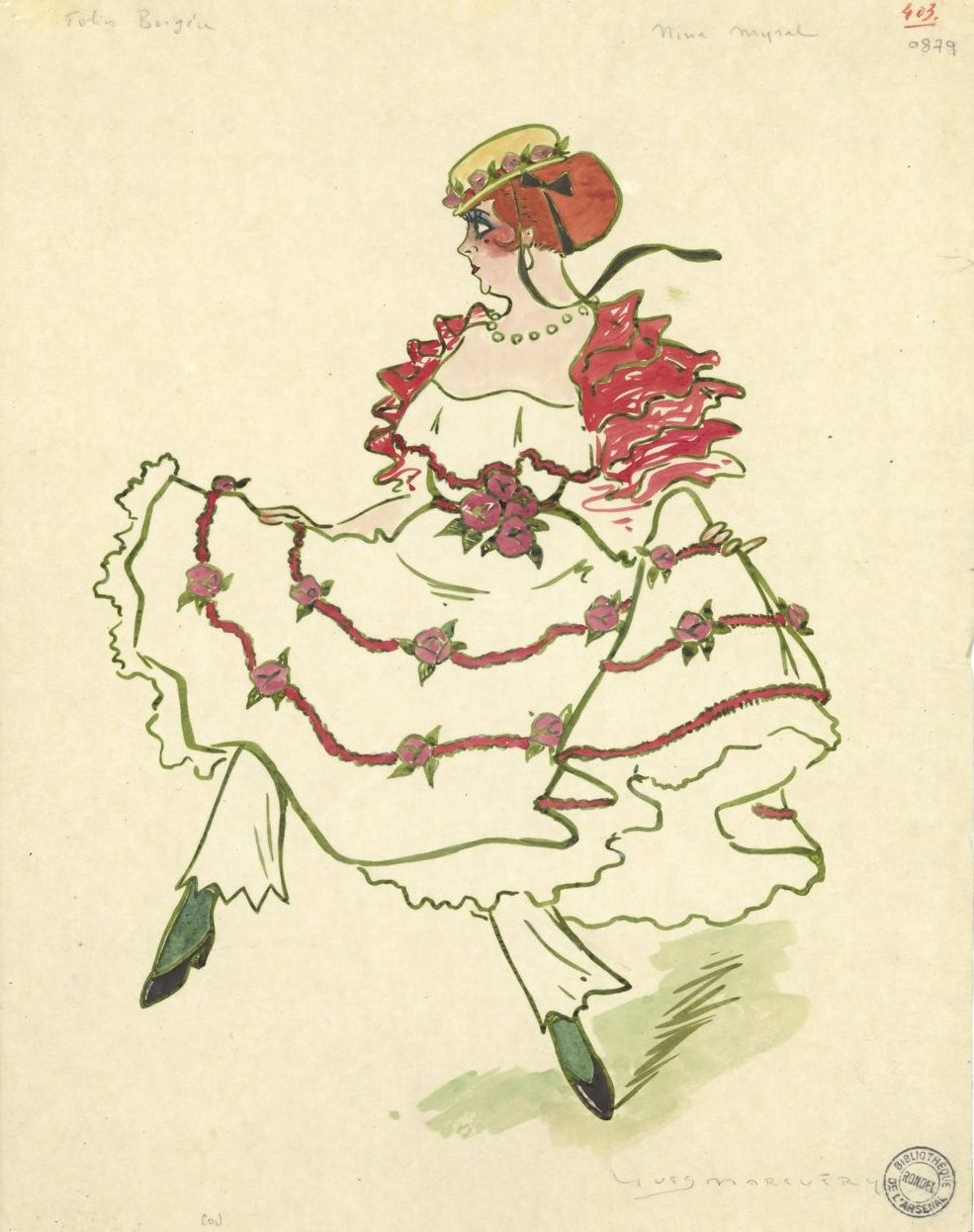
Nina Myral dans "La revue des Folies Bergère" de Michel Carré et André Barde, 1913.
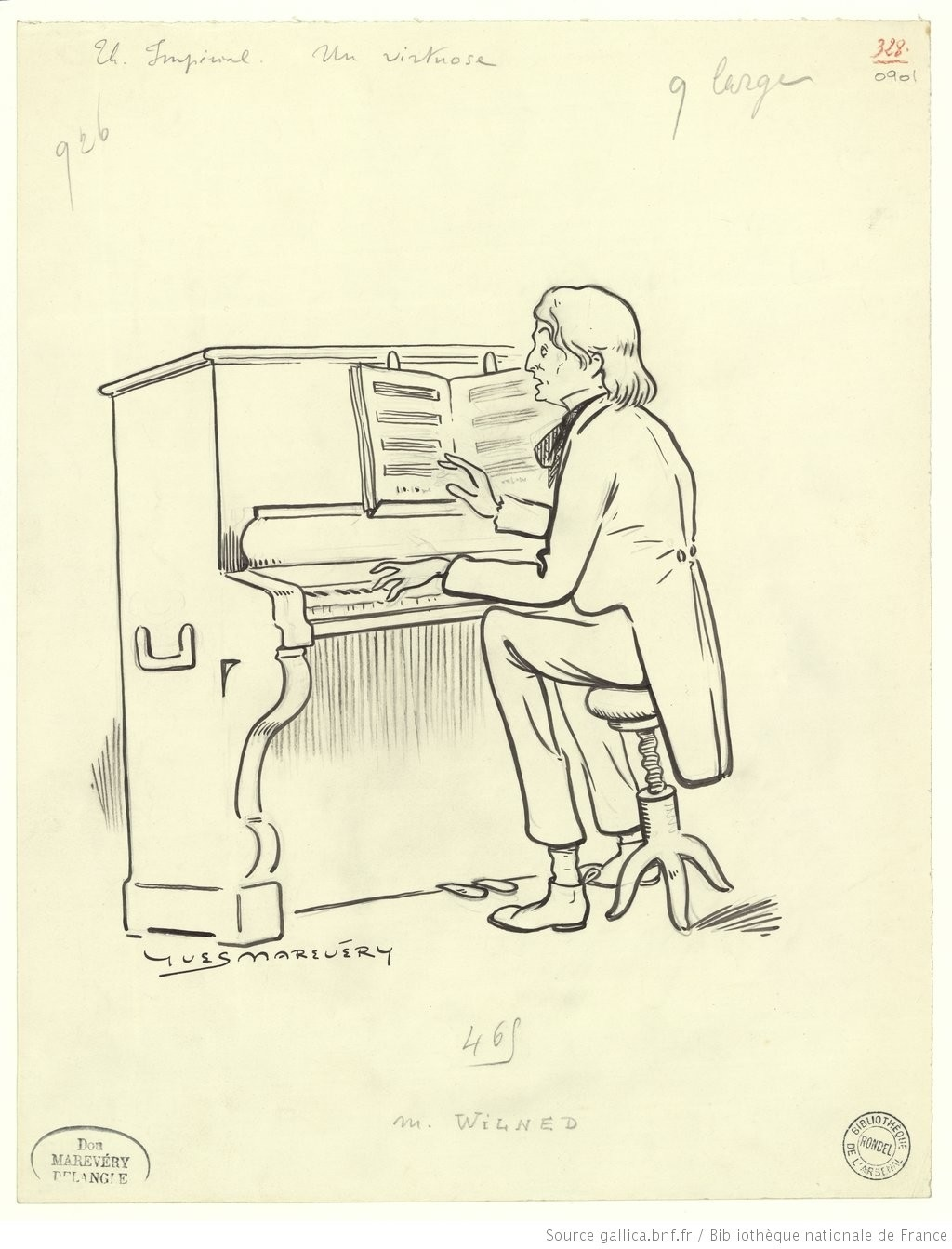
Wilned dans "Un Virtuose" au Théâtre Impérial, 1913.